# Acanalador de fruta

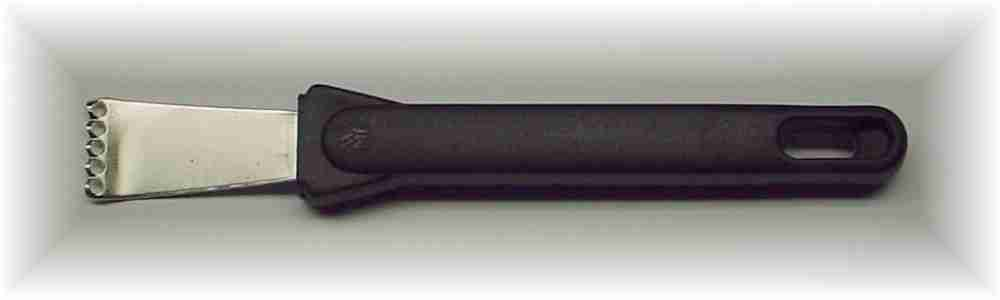
Acanalador de frutas.

Un acanalador de fruta o acanalador de cítricos es un instrumento de cocina empleado en la extracción de pedazos de cáscaras de algunas frutas con el simple objeto de decorar pasteles. Existen diferentes tipos de utensilios pero difieren básicamente en las formas de cuchillas que pelan o rallan las frutas tales como naranjas, limones, limas, etc.